# Chenaut
Chenaut es una localidad del partido de Exaltación de la Cruz en la provincia de Buenos Aires, Argentina.